# Mesoleius immarginatus
Mesoleius immarginatus är en stekelart som beskrevs av Thomson 1893. Mesoleius immarginatus ingår i släktet Mesoleius, och familjen brokparasitsteklar. Arten är reproducerande i Sverige.